# 유키 카토
유키 카토(Yuki Kato, 일본어: ユキ・カトウ, 1995년 4월 2일 ~ )는 인도네시아의 배우이다.